# Кашина Мајнага I (Милано)
Кашина Мајнага I је насеље у Италији у округу Милано, региону Ломбардија.
Према процени из 2011. у насељу је живело 18 становника. Насеље се налази на надморској висини од 135 м.